# Annika Beck
Annika Beck (ur. 16 lutego 1994 w Gießen) – niemiecka tenisistka, triumfatorka wielkoszlemowego French Open w grze pojedynczej dziewcząt z 2012 roku, reprezentantka kraju w Pucharze Federacji.

## Kariera tenisowa
W zawodowych meczach zadebiutowała w marcu 2009 roku, na turnieju ITF w Amiens, do którego dostała się wygrywając kwalifikacje. W pierwszej rundzie turnieju głównego przegrała z rodaczką Nicolą Geuer. W kwietniu tego samego roku otrzymała od organizatorów dziką kartę do udziału w kwalifikacjach turnieju cyklu WTA, Porsche Tennis Grand Prix w Stuttgarcie, ale odpadła w pierwszej rundzie, przegrywając z Sarah Gronert. W styczniu 2010 roku wygrała swój pierwszy turniej rangi ITF, w Kaarst, pokonując w finale Francuzkę Audrey Bergot. W sumie wygrała siedem turniejów singlowych tej rangi.
W październiku 2012 roku osiągnęła pierwszą setkę światowego rankingu WTA.
W 2013 roku w Katowicach osiągnęła swój pierwszy półfinał zawodów cyklu WTA Tour. W meczu o finał przegrała z Robertą Vinci 1:6, 0:6. W sezonie osiągnęła też cztery ćwierćfinały zawodów WTA Tour – w Shenzhen, Norymberdze, Budapeszcie i Bad Gastein. W pierwszych trzech turniejach wielkoszlemowych awansowała do drugich rund gry pojedynczej.
Sezon później wygrała pierwszy w swojej karierze turniej WTA Tour, w Luksemburgu, wygrywając 6:2, 6:1 z Barborą Záhlavovą-Strýcovą.
W sezonie 2015 zanotowała następny zwycięski turniej WTA Tour, tym razem w Quebecu, a jej przeciwniczką była Jeļena Ostapenko.

## Finały turniejów WTA
| Legenda                     | Legenda |
| --------------------------- | ------- |
| Wielki Szlem                |         |
| Igrzyska olimpijskie        |         |
| WTA Tour Championships      |         |
| 2009 – 2020                 |         |
| WTA Premier Mandatory       |         |
| WTA Premier 5               |         |
| WTA Premier                 |         |
| WTA International Series    |         |
| WTA 125K series (2012–2020) |         |

### Gra pojedyncza 4 (2-2)
| Końcowy wynik | Nr | Data                 | Turniej       | Nawierzchnia    | Przeciwniczka              | Wynik finału  |
| ------------- | -- | -------------------- | ------------- | --------------- | -------------------------- | ------------- |
| Finalistka    | 1. | 20 października 2013 | Luksemburg    | Twarda (hala)   | Caroline Wozniacki         | 2:6, 2:6      |
| Zwyciężczyni  | 1. | 18 października 2014 | Luksemburg    | Twarda (hala)   | Barbora Záhlavová-Strýcová | 6:2, 6:1      |
| Finalistka    | 2. | 1 sierpnia 2015      | Florianópolis | Ceglana         | Teliana Pereira            | 4:6, 6:4, 1:6 |
| Zwyciężczyni  | 2. | 20 września 2015     | Québec        | Dywanowa (hala) | Jeļena Ostapenko           | 6:2, 6:2      |

### Gra podwójna 3 (1-2)
| Końcowy wynik | Nr | Data                 | Turniej       | Nawierzchnia  | Partnerka         | Przeciwniczki                 | Wynik finału   |
| ------------- | -- | -------------------- | ------------- | ------------- | ----------------- | ----------------------------- | -------------- |
| Finalistka    | 1. | 12 października 2014 | Linz          | Twarda (hala) | Caroline Garcia   | Raluca Olaru Ana Tatiszwili   | 2:6, 1:6       |
| Zwyciężczyni  | 1. | 31 lipca 2015        | Florianópolis | Ceglana       | Laura Siegemund   | María Irigoyen Paula Kania    | 6:3, 7:6(1)    |
| Finalistka    | 2. | 17 lipca 2016        | Gstaad        | Ceglana       | Jewgienija Rodina | Lara Arruabarrena Xenia Knoll | 1:6, 6:3, 8–10 |

## Wygrane turnieje rangi ITF
| turnieje z pulą nagród 100 000 $ |
| turnieje z pulą nagród 75 000 $  |
| turnieje z pulą nagród 50 000 $  |
| turnieje z pulą nagród 25 000 $  |
| turnieje z pulą nagród 15 000 $  |
| turnieje z pulą nagród 10 000 $  |

### Gra pojedyncza
|    | Data       | Turniej    | Kat. | ($)    | Naw.     | Finalistka           | Wynik            |
| 1. | 31/01/2010 | Kaarst     | ITF  | 10 000 | dywanowa | Audrey Bergot        | 6:2, 7:5         |
| 2. | 26/02/2012 | Moskwa     | ITF  | 25 000 | twarda   | Kirsten Flipkens     | 6:1, 7:5         |
| 3. | 08/07/2012 | Versmold   | ITF  | 50 000 | ziemna   | Anastasija Sevastova | 6:3, 6:1         |
| 4. | 12/08/2012 | Koksijde   | ITF  | 25 000 | ziemna   | Bibiane Schoofs      | 6:1, 6:1         |
| 5. | 23/09/2012 | Shrewsbury | ITF  | 75 000 | twarda   | Stefanie Vögele      | 6:2, 6:4         |
| 6. | 28/10/2012 | Ismaning   | ITF  | 75 000 | dywanowa | Eva Birnerová        | 6:3, 7:6(8)      |
| 7. | 04/11/2012 | Barnstaple | ITF  | 75 000 | twarda   | Eleni Daniilidu      | 6:7(1), 6:2, 6:2 |

## Finały juniorskich turniejów wielkoszlemowych

### Gra pojedyncza (1)
| Końcowy wynik | Rok  | Turniej     | Nawierzchnia | Przeciwniczka    | Wynik finału  |
| Zwyciężczyni  | 2012 | French Open | Ceglana      | Anna Schmiedlová | 3:6, 7:5, 6:3 |